# Nicolas Boileau
Nicolas Boileau-Despréaux (ur. 1 listopada 1636 w Paryżu, zm. 13 marca 1711 tamże) – francuski poeta i krytyk literacki, historiograf Ludwika XIV, od 1684 r. członek Akademii Francuskiej (fotel 1), autor: Satyr, Listów, poematu Sztuka poetycka – kodeksu klasycyzmu.